# Jan Sjoerd Pool
Jan Sjoerd Pool (Oudega, 1965) is een voormalig Nederlands korfballer en korfbalcoach. Naast zijn korfbalcarrière is Pool basisschooldirecteur.

## Speler
Pool speelde als speler op hoog niveau korfbal, waaronder in de Hoofdklasse. Hij speelde bij Quick'21 en KV Drachten.

## Coach
Na zijn carrière als speler werd Pool coach.
Hij begon met coachen bij KV Leeuwarden, KV Harkema en DFD.
Vanaf 2006 ging Pool coachen op een hoger niveau. Hij was van 2006 t/m 2009 hoofdcoach bij Mid-Fryslân. Na 1 jaar vrij ging hij in 2010 aan de slag als nieuwe hoofdcoach van SCO, dat ook op landelijk niveau speelde.
Pool was van 2012 t/m 2015 hoofdcoach van LDODK dat in 2012 promoveerde naar de Korfbal League.
In de 3 seizoenen dat Pool hoofdcoach was werd er gewerkt om van LDODK een vaste league club te maken. De vordering verliep gestaag. Zo werd LDODK in hun eerste 2 seizoenen 8e van Nederland en in 2015 eindigde het op de 7e plaats.

## Bestuurslid
Na zijn taken als hoofdcoach werd Pool bestuurslid bij LDODK.